# Copa América 2007
Copa América 2007 var den 42:a upplagan av den internationella fotbollsturneringen i Sydamerika. Detta år spelades turneringen i Venezuela för första gången någonsin, vilket skedde mellan den 26 juni och 15 juli 2007.
Alla 10 länder från fotbollsförbundet CONMEBOL deltog i mästerskapet, samt två inbjudna lag för att få tolv deltagande lag och därmed bilda tre grupper i den första omgången, med fyra lag i varje grupp. Mexico och USA blev inbjudna och tackade ja till deltagande.
Venezuelas regering hade investerat över 900 miljoner dollar med byggnader som fotbollsanläggningar, bättre flygplatser och hotell. Turneringen spelades på nio olika fotbollsanläggningar förlagda till lika många orter.
Brasilien vann finalen mot Argentina med 3–0, medan Mexiko slog Uruguay med 3–1 i bronsmatchen. Brasilien representerar därmed det sydamerikanska fotbollsförbundet Conmebol i Fifa Confederations Cup 2009 i Sydafrika.

## Gruppspel
Alla tider är lokala.

### Grupp A
| Lag       | S | V | O | F | GM | IM | MS | P |
| --------- | - | - | - | - | -- | -- | -- | - |
| Venezuela | 3 | 1 | 2 | 0 | 4  | 2  | +2 | 5 |
| Peru      | 3 | 1 | 1 | 1 | 5  | 4  | +1 | 4 |
| Uruguay   | 3 | 1 | 1 | 1 | 1  | 3  | −2 | 4 |
| Bolivia   | 3 | 0 | 2 | 1 | 4  | 5  | −1 | 2 |

| 1     | 26 juni | Uruguay | 0 – 3           | Peru                                 | Estadio Metropolitano de Mérida           |                                           |
| 18:00 | 18:00   |         | (0 – 1) Rapport | Villalta 27′ Mariño 69′ Guerrero 88′ | Mérida Domare: Carlos Amarilla (Paraguay) | Mérida Domare: Carlos Amarilla (Paraguay) |
| 18:00 | 18:00   |         |                 |                                      | Mérida Domare: Carlos Amarilla (Paraguay) | Mérida Domare: Carlos Amarilla (Paraguay) |
| 18:00 | 18:00   |         |                 |                                      | Mérida Domare: Carlos Amarilla (Paraguay) | Mérida Domare: Carlos Amarilla (Paraguay) |

| 2     | 26 juni | Venezuela              | 2 – 2           | Bolivia             | Estadio Polideportivo de Pueblo Nuevo            |                                                  |
| 20:45 | 20:45   | Maldonado 21′ Páez 56′ | (1 – 1) Rapport | Moreno 39′ Arce 84′ | San Cristóbal Domare: Mauricio Reinoso (Ecuador) | San Cristóbal Domare: Mauricio Reinoso (Ecuador) |
| 20:45 | 20:45   |                        |                 |                     | San Cristóbal Domare: Mauricio Reinoso (Ecuador) | San Cristóbal Domare: Mauricio Reinoso (Ecuador) |
| 20:45 | 20:45   |                        |                 |                     | San Cristóbal Domare: Mauricio Reinoso (Ecuador) | San Cristóbal Domare: Mauricio Reinoso (Ecuador) |

| 7     | 30 juni | Bolivia | 0 – 1           | Uruguay     | Estadio Polideportivo de Pueblo Nuevo        |                                              |
| 16:00 | 16:00   |         | (0 – 0) Rapport | Sánchez 58′ | San Cristóbal Domare: Baldomero Toledo (USA) | San Cristóbal Domare: Baldomero Toledo (USA) |
| 16:00 | 16:00   |         |                 |             | San Cristóbal Domare: Baldomero Toledo (USA) | San Cristóbal Domare: Baldomero Toledo (USA) |
| 16:00 | 16:00   |         |                 |             | San Cristóbal Domare: Baldomero Toledo (USA) | San Cristóbal Domare: Baldomero Toledo (USA) |

| 8     | 30 juni | Venezuela                 | 2 – 0           | Peru | Estadio Polideportivo de Pueblo Nuevo                          |                                                                |
| 18:15 | 18:15   | Cichero 49′ Arismendi 79′ | (0 – 0) Rapport |      | San Cristóbal Publik: 40 000 Domare: Benito Archundia (Mexiko) | San Cristóbal Publik: 40 000 Domare: Benito Archundia (Mexiko) |
| 18:15 | 18:15   |                           |                 |      | San Cristóbal Publik: 40 000 Domare: Benito Archundia (Mexiko) | San Cristóbal Publik: 40 000 Domare: Benito Archundia (Mexiko) |
| 18:15 | 18:15   |                           |                 |      | San Cristóbal Publik: 40 000 Domare: Benito Archundia (Mexiko) | San Cristóbal Publik: 40 000 Domare: Benito Archundia (Mexiko) |

| 13    | 3 juli | Peru             | 2 – 2           | Bolivia               | Estadio Metropolitano de Mérida       |                                       |
| 18:35 | 18:35  | Pizarro 34′, 85′ | (1 – 2) Rapport | Moreno 24′ Campos 45′ | Mérida Domare: Carlos Chandía (Chile) | Mérida Domare: Carlos Chandía (Chile) |
| 18:35 | 18:35  |                  |                 |                       | Mérida Domare: Carlos Chandía (Chile) | Mérida Domare: Carlos Chandía (Chile) |
| 18:35 | 18:35  |                  |                 |                       | Mérida Domare: Carlos Chandía (Chile) | Mérida Domare: Carlos Chandía (Chile) |

| 14    | 3 juli | Venezuela | 0 – 0   | Uruguay | Estadio Metropolitano de Mérida         |                                         |
| 20:50 | 20:50  |           | Rapport |         | Mérida Domare: Carlos Simon (Brasilien) | Mérida Domare: Carlos Simon (Brasilien) |
| 20:50 | 20:50  |           |         |         | Mérida Domare: Carlos Simon (Brasilien) | Mérida Domare: Carlos Simon (Brasilien) |
| 20:50 | 20:50  |           |         |         | Mérida Domare: Carlos Simon (Brasilien) | Mérida Domare: Carlos Simon (Brasilien) |

### Grupp B
| Lag       | S | V | O | F | GM | IM | MS | P |
| --------- | - | - | - | - | -- | -- | -- | - |
| Mexiko    | 3 | 2 | 1 | 0 | 4  | 1  | +3 | 7 |
| Brasilien | 3 | 2 | 0 | 1 | 4  | 2  | +2 | 6 |
| Chile     | 3 | 1 | 1 | 1 | 3  | 5  | −2 | 4 |
| Ecuador   | 3 | 0 | 0 | 3 | 3  | 6  | −3 | 0 |

| 3     | 27 juni | Ecuador                  | 2 – 3           | Chile                         | Estadio Cachamay                                          |                                                           |
| 18:35 | 18:35   | Valencia 15′ Benítez 22′ | (2 – 1) Rapport | Suazo 20′, 80′ Villanueva 86′ | Puerto Ordaz Publik: 45 000 Domare: Óscar Ruiz (Colombia) | Puerto Ordaz Publik: 45 000 Domare: Óscar Ruiz (Colombia) |
| 18:35 | 18:35   |                          |                 |                               | Puerto Ordaz Publik: 45 000 Domare: Óscar Ruiz (Colombia) | Puerto Ordaz Publik: 45 000 Domare: Óscar Ruiz (Colombia) |
| 18:35 | 18:35   |                          |                 |                               | Puerto Ordaz Publik: 45 000 Domare: Óscar Ruiz (Colombia) | Puerto Ordaz Publik: 45 000 Domare: Óscar Ruiz (Colombia) |

| 4     | 27 juni | Brasilien | 0 – 2           | Mexiko                   | Estadio Cachamay                                                |                                                                 |
| 20:50 | 20:50   |           | (0 – 2) Rapport | Castillo 23′ Morales 28′ | Puerto Ordaz Publik: 45 000 Domare: Sergio Pezzotta (Argentina) | Puerto Ordaz Publik: 45 000 Domare: Sergio Pezzotta (Argentina) |
| 20:50 | 20:50   |           |                 |                          | Puerto Ordaz Publik: 45 000 Domare: Sergio Pezzotta (Argentina) | Puerto Ordaz Publik: 45 000 Domare: Sergio Pezzotta (Argentina) |
| 20:50 | 20:50   |           |                 |                          | Puerto Ordaz Publik: 45 000 Domare: Sergio Pezzotta (Argentina) | Puerto Ordaz Publik: 45 000 Domare: Sergio Pezzotta (Argentina) |

| 9     | 1 juli | Brasilien                    | 3 – 0           | Chile | Estadio Monumental de Maturín            |                                          |
| 16:05 | 16:05  | Robinho 36′ (str.), 84′, 87′ | (1 – 0) Rapport |       | Maturín Domare: Carlos Torres (Paraguay) | Maturín Domare: Carlos Torres (Paraguay) |
| 16:05 | 16:05  |                              |                 |       | Maturín Domare: Carlos Torres (Paraguay) | Maturín Domare: Carlos Torres (Paraguay) |
| 16:05 | 16:05  |                              |                 |       | Maturín Domare: Carlos Torres (Paraguay) | Maturín Domare: Carlos Torres (Paraguay) |

| 10    | 1 juli | Mexiko                 | 2 – 1           | Ecuador    | Estadio Monumental de Maturín         |                                       |
| 18:20 | 18:20  | Castillo 21′ Bravo 80′ | (1 – 0) Rapport | Mendez 85′ | Maturín Domare: René Ortubé (Bolivia) | Maturín Domare: René Ortubé (Bolivia) |
| 18:20 | 18:20  |                        |                 |            | Maturín Domare: René Ortubé (Bolivia) | Maturín Domare: René Ortubé (Bolivia) |
| 18:20 | 18:20  |                        |                 |            | Maturín Domare: René Ortubé (Bolivia) | Maturín Domare: René Ortubé (Bolivia) |

| 15    | 4 juli | Mexiko | 0 – 0   | Chile | Estadio Olímpico Luis Ramos                       |                                                   |
| 18:35 | 18:35  |        | Rapport |       | Puerto la Cruz Domare: Carlos Amarilla (Paraguay) | Puerto la Cruz Domare: Carlos Amarilla (Paraguay) |
| 18:35 | 18:35  |        |         |       | Puerto la Cruz Domare: Carlos Amarilla (Paraguay) | Puerto la Cruz Domare: Carlos Amarilla (Paraguay) |
| 18:35 | 18:35  |        |         |       | Puerto la Cruz Domare: Carlos Amarilla (Paraguay) | Puerto la Cruz Domare: Carlos Amarilla (Paraguay) |

| 16    | 4 juli | Brasilien          | 1 – 0           | Ecuador | Estadio Olímpico Luis Ramos                        |                                                    |
| 20:50 | 20:50  | Robinho 54′ (str.) | (0 – 0) Rapport |         | Puerto la Cruz Domare: Sergio Pezzotta (Argentina) | Puerto la Cruz Domare: Sergio Pezzotta (Argentina) |
| 20:50 | 20:50  |                    |                 |         | Puerto la Cruz Domare: Sergio Pezzotta (Argentina) | Puerto la Cruz Domare: Sergio Pezzotta (Argentina) |
| 20:50 | 20:50  |                    |                 |         | Puerto la Cruz Domare: Sergio Pezzotta (Argentina) | Puerto la Cruz Domare: Sergio Pezzotta (Argentina) |

### Grupp C
| Lag       | S | V | O | F | GM | IM | MS | P |
| --------- | - | - | - | - | -- | -- | -- | - |
| Argentina | 3 | 3 | 0 | 0 | 9  | 3  | +6 | 9 |
| Paraguay  | 3 | 2 | 0 | 1 | 8  | 2  | +6 | 6 |
| Colombia  | 3 | 1 | 0 | 2 | 3  | 9  | −6 | 3 |
| USA       | 3 | 0 | 0 | 3 | 2  | 8  | −6 | 0 |

| 5     | 28 juni | Paraguay                                  | 5 – 0           | Colombia | Estadio José Pachencho Romero               |                                             |
| 18:30 | 18:30   | Santa Cruz 30′, 46′, 80′ Cabañas 85′, 88′ | (1 – 0) Rapport |          | Maracaibo Domare: Jorge Larrionda (Uruguay) | Maracaibo Domare: Jorge Larrionda (Uruguay) |
| 18:30 | 18:30   |                                           |                 |          | Maracaibo Domare: Jorge Larrionda (Uruguay) | Maracaibo Domare: Jorge Larrionda (Uruguay) |
| 18:30 | 18:30   |                                           |                 |          | Maracaibo Domare: Jorge Larrionda (Uruguay) | Maracaibo Domare: Jorge Larrionda (Uruguay) |

| 6     | 28 juni | Argentina                           | 4 – 1           | USA               | Estadio José Pachencho Romero            |                                          |
| 20:45 | 20:45   | Crespo 11′, 64′ Aimar 78′ Tevez 85′ | (1 – 1) Rapport | Johnson 9′ (str.) | Maracaibo Domare: Carlos Chandia (Chile) | Maracaibo Domare: Carlos Chandia (Chile) |
| 20:45 | 20:45   |                                     |                 |                   | Maracaibo Domare: Carlos Chandia (Chile) | Maracaibo Domare: Carlos Chandia (Chile) |
| 20:45 | 20:45   |                                     |                 |                   | Maracaibo Domare: Carlos Chandia (Chile) | Maracaibo Domare: Carlos Chandia (Chile) |

| 11    | 2 juli | USA       | 1 – 3           | Paraguay                            | Estadio Agustín Tovar                |                                      |
| 18:30 | 18:30  | Clark 40′ | (1 – 1) Rapport | Barreto 29′ Cardozo 55′ Cabañas 90′ | Barinas Domare: Victor Rivera (Peru) | Barinas Domare: Victor Rivera (Peru) |
| 18:30 | 18:30  |           |                 |                                     | Barinas Domare: Victor Rivera (Peru) | Barinas Domare: Victor Rivera (Peru) |
| 18:30 | 18:30  |           |                 |                                     | Barinas Domare: Victor Rivera (Peru) | Barinas Domare: Victor Rivera (Peru) |

| 12    | 2 juli | Argentina                                      | 4 – 2           | Colombia                 | Estadio José Pachencho Romero              |                                            |
| 20:45 | 20:45  | Crespo 19′ (str.) Riquelme 34′, 45′ Milito 90′ | (3 – 1) Rapport | Perea 10′ Castrillón 73′ | Maracaibo Domare: Carlos Simon (Brasilien) | Maracaibo Domare: Carlos Simon (Brasilien) |
| 20:45 | 20:45  |                                                |                 |                          | Maracaibo Domare: Carlos Simon (Brasilien) | Maracaibo Domare: Carlos Simon (Brasilien) |
| 20:45 | 20:45  |                                                |                 |                          | Maracaibo Domare: Carlos Simon (Brasilien) | Maracaibo Domare: Carlos Simon (Brasilien) |

| 17    | 5 juli | Colombia       | 1 – 0           | USA | Estadio Metropolitano de Fútbol de Lara          |                                                  |
| 18:35 | 18:35  | Castrillón 16′ | (1 – 0) Rapport |     | Barquisimeto Domare: Manuel Andarcia (Venezuela) | Barquisimeto Domare: Manuel Andarcia (Venezuela) |
| 18:35 | 18:35  |                |                 |     | Barquisimeto Domare: Manuel Andarcia (Venezuela) | Barquisimeto Domare: Manuel Andarcia (Venezuela) |
| 18:35 | 18:35  |                |                 |     | Barquisimeto Domare: Manuel Andarcia (Venezuela) | Barquisimeto Domare: Manuel Andarcia (Venezuela) |

| 18    | 5 juli | Argentina      | 1 – 0           | Paraguay | Estadio Metropolitano de Fútbol de Lara        |                                                |
| 20:45 | 20:45  | Mascherano 79′ | (0 – 0) Rapport |          | Barquisimeto Domare: Jorge Larrionda (Uruguay) | Barquisimeto Domare: Jorge Larrionda (Uruguay) |
| 20:45 | 20:45  |                |                 |          | Barquisimeto Domare: Jorge Larrionda (Uruguay) | Barquisimeto Domare: Jorge Larrionda (Uruguay) |
| 20:45 | 20:45  |                |                 |          | Barquisimeto Domare: Jorge Larrionda (Uruguay) | Barquisimeto Domare: Jorge Larrionda (Uruguay) |

## Tredjeplacerade lag
| Lag (grupp)  | S | V | O | F | GM | IM | MS | P |
| ------------ | - | - | - | - | -- | -- | -- | - |
| Chile (B)    | 3 | 1 | 1 | 1 | 3  | 5  | −2 | 4 |
| Uruguay (A)  | 3 | 1 | 1 | 1 | 1  | 3  | −2 | 4 |
| Colombia (C) | 3 | 1 | 0 | 2 | 3  | 9  | −6 | 3 |

## Utslagsspel

### Slutspelsträd
|  | Kvartsfinaler           | Kvartsfinaler          |                        |                     | Semifinaler         | Semifinaler |             |    | Final             | Final      |
|  | 0                       | 0                      | 0                      | 0                   | 0                   | 0           | 0           | 0  | 0                 | 0          |
|  | 7 juli - San Cristóbal  | 7 juli - San Cristóbal | 0                      | 0                   |                     |             | 0           | 0  |                   |            |
|  | 7 juli - San Cristóbal  | 7 juli - San Cristóbal | 0                      | 0                   |                     |             | 0           | 0  |                   |            |
|  | 0 Venezuela             | 01                     | 0                      | 0                   |                     |             | 0           | 0  |                   |            |
|  | 0 Venezuela             | 01                     | 0                      | 0                   | 10 juli - Maracaibo |             | 0           | 0  |                   |            |
|  | 0 Uruguay               | 04                     | 0                      | 0                   |                     |             | 0           | 0  |                   |            |
|  | 0 Uruguay               | 04                     | 0                      | 0                   | 0 Uruguay           | 02(4)       | 0           | 0  |                   |            |
|  | 7 juli - Puerto la Cruz |                        | 0                      | 0                   | 0 Uruguay           | 02(4)       | 0           | 0  |                   |            |
|  | 0                       | 0 Brasilien            | 0                      | 02(5)               | 0                   |             |             | 0  |                   |            |
|  | 0                       | 0 Brasilien            | 0                      | 02(5)               | 0                   | 0 Chile     | 01          | 0  |                   |            |
|  | 0                       |                        | 0                      | 15 juli - Maracaibo | 0                   | 0 Chile     | 01          | 0  |                   |            |
|  | 0                       | 0 Brasilien            | 06                     | 0                   | 0                   |             |             | 0  |                   |            |
|  | 0                       | 0 Brasilien            | 06                     | 0                   | 0                   | 0 Brasilien | 03          | 0  |                   |            |
|  | 0                       | 8 juli - Maturín       |                        | 0                   | 0                   | 0 Brasilien | 03          | 0  |                   |            |
|  | 0                       | 0                      | 0 Argentina            | 0                   | 0                   | 0           |             |    |                   |            |
|  | 0                       | 0                      | 0 Argentina            | 0                   | 0                   | 0           | 0 Mexiko    | 06 |                   |            |
|  | 0                       | 0                      | 11 juli - Puerto Ordaz | 0                   | 0                   |             | 0 Mexiko    | 06 |                   |            |
|  | 0                       | 0                      | 0 Paraguay             | 0                   | 0                   | 0           |             |    |                   |            |
|  | 0                       | 0                      | 0 Paraguay             | 0                   | 0                   | 0           | 0 Mexiko    | 0  | Bronsmatch        | Bronsmatch |
|  | 0                       | 0                      | 8 juli - Barquisimeto  |                     | 0                   | 0           | 0 Mexiko    | 0  | Bronsmatch        | Bronsmatch |
|  | 0                       | 0                      | 0 Argentina            | 03                  | 0                   | 0           |             |    |                   |            |
|  | 0                       | 0                      | 0 Argentina            | 03                  | 0                   | 0           | 0 Argentina | 04 | 0 Mexiko          | 03         |
|  | 0                       | 0                      |                        |                     | 0                   | 0           | 0 Argentina | 04 | 0 Mexiko          | 03         |
|  | 0                       | 0                      | 0 Peru                 | 0                   | 0                   | 0           | 0 Uruguay   | 01 |                   |            |
|  | 0                       | 0                      | 0 Peru                 | 0                   | 0                   | 0           | 0 Uruguay   | 01 |                   |            |
|  |                         |                        |                        |                     |                     |             |             |    | 14 juli - Caracas |            |
|  |                         |                        |                        |                     |                     |             |             |    |                   |            |

### Kvartsfinaler
| 19    | 7 juli | Venezuela  | 1 – 4           | Uruguay                                  | Estadio Polideportivo de Pueblo Nuevo        |                                              |
| 18:05 | 18:05  | Arango 41′ | (1 – 1) Rapport | Forlán 38′, 90′ García 65′ Rodríguez 87′ | San Cristóbal Domare: Carlos Chandía (Chile) | San Cristóbal Domare: Carlos Chandía (Chile) |
| 18:05 | 18:05  |            |                 |                                          | San Cristóbal Domare: Carlos Chandía (Chile) | San Cristóbal Domare: Carlos Chandía (Chile) |
| 18:05 | 18:05  |            |                 |                                          | San Cristóbal Domare: Carlos Chandía (Chile) | San Cristóbal Domare: Carlos Chandía (Chile) |

| 20    | 7 juli | Chile     | 1 – 6           | Brasilien                                                        | Estadio Olímpico Luis Ramos                      |                                                  |
| 20:50 | 20:50  | Suazo 76′ | (0 – 3) Rapport | Juan 16′ Baptista 23′ Robinho 28′, 51′ Josué 69′ Vágner Love 84′ | Puerto la Cruz Domare: Jorge Larrionda (Uruguay) | Puerto la Cruz Domare: Jorge Larrionda (Uruguay) |
| 20:50 | 20:50  |           |                 |                                                                  | Puerto la Cruz Domare: Jorge Larrionda (Uruguay) | Puerto la Cruz Domare: Jorge Larrionda (Uruguay) |
| 20:50 | 20:50  |           |                 |                                                                  | Puerto la Cruz Domare: Jorge Larrionda (Uruguay) | Puerto la Cruz Domare: Jorge Larrionda (Uruguay) |

| 21    | 8 juli | Mexiko                                                                     | 6 – 0           | Paraguay | Estadio Monumental de Maturín               |                                             |
| 16:05 | 16:05  | Castillo 5′ (str.), 38′ Torrado 27′ Arce 79′ Blanco 87′ (str.) Bravo 90+1′ | (3 – 0) Rapport |          | Maturín Domare: Sergio Pezzotta (Argentina) | Maturín Domare: Sergio Pezzotta (Argentina) |
| 16:05 | 16:05  |                                                                            |                 |          | Maturín Domare: Sergio Pezzotta (Argentina) | Maturín Domare: Sergio Pezzotta (Argentina) |
| 16:05 | 16:05  |                                                                            |                 |          | Maturín Domare: Sergio Pezzotta (Argentina) | Maturín Domare: Sergio Pezzotta (Argentina) |

| 22    | 8 juli | Argentina                                 | 4 – 0           | Peru | Estadio Metropolitano de Fútbol de Lara       |                                               |
| 18:50 | 18:50  | Riquelme 47′, 85′ Messi 61′ Macherano 75′ | (0 – 0) Rapport |      | Barquisimeto Domare: Carlos Simon (Brasilien) | Barquisimeto Domare: Carlos Simon (Brasilien) |
| 18:50 | 18:50  |                                           |                 |      | Barquisimeto Domare: Carlos Simon (Brasilien) | Barquisimeto Domare: Carlos Simon (Brasilien) |
| 18:50 | 18:50  |                                           |                 |      | Barquisimeto Domare: Carlos Simon (Brasilien) | Barquisimeto Domare: Carlos Simon (Brasilien) |

### Semifinaler
| 23    | 10 juli | Uruguay                                              | 2 – 2 (e.fl.)              | Brasilien                                                  | Estadio José Pachencho Romero                  |                                                |
| 20:50 | 20:50   | Forlán 36′ Abreu 69′                                 | (1 – 2, 2 – 2) Rapport     | Maicon 13′ Baptista 41′                                    | Maracaibo Domare: Óscar Julián Ruiz (Colombia) | Maracaibo Domare: Óscar Julián Ruiz (Colombia) |
| 20:50 | 20:50   |                                                      |                            |                                                            | Maracaibo Domare: Óscar Julián Ruiz (Colombia) | Maracaibo Domare: Óscar Julián Ruiz (Colombia) |
| 20:50 | 20:50   | Forlán Scotti González Rodríguez Abreu García Lugano | Straffsparksläggning 4 – 5 | Robinho Juan Gilberto Silva Afonso Diego Fernando Gilberto | Maracaibo Domare: Óscar Julián Ruiz (Colombia) | Maracaibo Domare: Óscar Julián Ruiz (Colombia) |

| 24    | 11 juli | Mexiko | 0 – 3           | Argentina                                | Estadio Olímpico Luis Ramos                   |                                               |
| 20:50 | 20:50   |        | (0 – 1) Rapport | Heinze 45′ Messi 61′ Riquelme 65′ (str.) | Puerto la Cruz Domare: Carlos Chandía (Chile) | Puerto la Cruz Domare: Carlos Chandía (Chile) |
| 20:50 | 20:50   |        |                 |                                          | Puerto la Cruz Domare: Carlos Chandía (Chile) | Puerto la Cruz Domare: Carlos Chandía (Chile) |
| 20:50 | 20:50   |        |                 |                                          | Puerto la Cruz Domare: Carlos Chandía (Chile) | Puerto la Cruz Domare: Carlos Chandía (Chile) |

### Match om tredjepris
| 25    | 14 juli | Mexiko                                   | 3 – 1           | Uruguay   | Estadio Olímpico                           |                                            |
| 17:05 | 17:05   | Blanco 36′ (str.) Bravo 68′ Guardado 76′ | (1 – 1) Rapport | Abreu 22′ | Caracas Domare: Mauricio Reinoso (Ecuador) | Caracas Domare: Mauricio Reinoso (Ecuador) |
| 17:05 | 17:05   |                                          |                 |           | Caracas Domare: Mauricio Reinoso (Ecuador) | Caracas Domare: Mauricio Reinoso (Ecuador) |
| 17:05 | 17:05   |                                          |                 |           | Caracas Domare: Mauricio Reinoso (Ecuador) | Caracas Domare: Mauricio Reinoso (Ecuador) |

### Final
| 26    | 15 juli | Brasilien                                   | 3 – 0           | Argentina | Estadio José Pachencho Romero                               |                                                             |
| 17.05 | 17.05   | Baptista 4′ Ayala 40′ (sjm.) Dani Alves 69′ | (2 – 0) Rapport |           | Maracaibo Publik: 40 000 Domare: Carlos Amarilla (Paraguay) | Maracaibo Publik: 40 000 Domare: Carlos Amarilla (Paraguay) |
| 17.05 | 17.05   |                                             |                 |           | Maracaibo Publik: 40 000 Domare: Carlos Amarilla (Paraguay) | Maracaibo Publik: 40 000 Domare: Carlos Amarilla (Paraguay) |
| 17.05 | 17.05   |                                             |                 |           | Maracaibo Publik: 40 000 Domare: Carlos Amarilla (Paraguay) | Maracaibo Publik: 40 000 Domare: Carlos Amarilla (Paraguay) |

## Statistik

### Målskyttar
6 mål
- Robinho

5 mål
- Juan Román Riquelme

4 mål
- Nery Castillo

3 mål
| - Hernán Crespo - Júlio Baptista | - Humberto Suazo - Omar Bravo | - Salvador Cabañas - Roque Santa Cruz | - Diego Forlán |

2 mål
| - Javier Mascherano - Lionel Messi | - Jaime Moreno - Jaime Castrillón | - Cuauhtémoc Blanco - Claudio Pizarro | - Sebastián Abreu |

1 mål
| - Pablo Aimar - Gabriel Heinze - Diego Milito - Carlos Tevez - Juan Carlos Arce - Jhasmani Campos - Daniel Alves - Josué - Juan | - Vágner Love - Maicon - Carlos Villanueva - Edixon Perea - Cristian Benítez - Edison Méndez - Antonio Valencia - Fernando Arce - Andrés Guardado | - Ramón Morales - Gerardo Torrado - Edgar Barreto - Oscar Cardozo - Paolo Guerrero - Juan Carlos Mariño - Carlos Villalta - Pablo García - Cristian Rodríguez | - Vicente Sánchez - Ricardo Clark - Eddie Johnson - Juan Arango - David Arizmendi - Alejandro Cichero - Giancarlo Maldonado - Ricardo David Páez |

Självmål
- Roberto Ayala

### Sammanlagd poängtabell
| Nr | Copa América 2007 | S | V | O | F | GM | IM | MS  | P  |
| -- | ----------------- | - | - | - | - | -- | -- | --- | -- |
| 1  | Brasilien         | 6 | 4 | 1 | 1 | 15 | 5  | +10 | 13 |
| 2  | Argentina         | 6 | 5 | 0 | 1 | 16 | 6  | +10 | 15 |
| 3  | Mexiko            | 6 | 4 | 1 | 1 | 13 | 5  | +8  | 13 |
| 4  | Uruguay           | 6 | 2 | 2 | 2 | 8  | 9  | −1  | 8  |
| 5  | Paraguay          | 4 | 2 | 0 | 2 | 8  | 8  | 0   | 6  |
| 6  | Venezuela         | 4 | 1 | 2 | 1 | 5  | 6  | −1  | 5  |
| 7  | Peru              | 4 | 1 | 1 | 2 | 5  | 8  | −3  | 4  |
| 8  | Chile             | 4 | 1 | 1 | 2 | 4  | 11 | −7  | 4  |
| 9  | Colombia          | 3 | 1 | 0 | 2 | 3  | 9  | −6  | 3  |
| 10 | Bolivia           | 3 | 0 | 2 | 1 | 4  | 5  | −1  | 2  |
| 11 | Ecuador           | 3 | 0 | 0 | 3 | 3  | 6  | −3  | 0  |
| 12 | USA               | 3 | 0 | 0 | 3 | 2  | 8  | −6  | 0  |